# Romanze Nr. 1
Romanze Nr. 1 (Romans nr 1 d-moll för cello och orkester), op. 243, är ett verk av Johann Strauss den yngre. Den spelades första gången någon gång mellan maj och oktober 1860 i Pavlovsk i Ryssland.

## Historia
Johann Strauss tillbringade tolv mycket framgångsrika konsertsäsonger i Ryssland mellan 1856 och 1865. Dessa år visade sig inte bara vara ekonomiskt lönsamma, utan tillhör även de mest musikaliskt produktiva perioderna i hans karriär. För sin ryska publik skapade Strauss också flera instrumentala romanser. Målet var att intresserad ryssarna för österrikisk musik. Musikprogrammen fokuserade naturligtvis på hans egen musik men med åren steg andelen rysk musik i konserterna. Dessutom försökte Strauss från början berika de wienska dansformerna med slaviska motiv. Med särskild omsorg anammade Strauss också en konstgenre som länge hade använts inom rysk nationell musik: den elegiska och melankoliska romansen. Den första av Strauss romanser, Nr 1 i d-moll för cello och orkester, tillkom under 1860 års konsertturné och framfördes eventuellt där också.
För hemmapubliken i Wien spelades verket första gången den 1 december 1869 i danssalongen Zum Sperl (tillsammans med Romanze Nr. 2). Verket fick även en undertitel, Une Pensée (En tanke), vilken återspeglar verkets längtande känsla. Den är tillägnad furstinnan Ekaterine Dadiani (1816-1882), mor till Nikolaj Dadiani I (1847-1903), den blott 12-årige regerande fursten av Megrelien (se Niko-Polka).

## Om verket
Speltiden är ca 4 minuter och 38 sekunder plus minus några sekunder beroende på dirigentens musikaliska tolkning.

## Weblänkar
- Romanze Nr. 1 i Naxos-utgåvan.